# Gary Waldhorn
Gary Waldhorn (ur. 3 lipca 1943 w Londynie, zm. 10 stycznia 2022) – brytyjski aktor teatralny i telewizyjny, najszerzej znany z udziału w serialu komediowym Pastor na obcasach (1994-2007), gdzie grał jedną z głównych ról i wystąpił we wszystkich odcinkach.

## Teatr
Przez większość swojej kariery Waldhorn był przede wszystkim aktorem teatralnym, grającym m.in. na West Endzie i Broadwayu. Był także związany ze słynną Royal Shakespeare Company (Królewską Kompanią Szekspirowską), gdzie występował m.in. jako Leonato w Wiele hałasu o nic czy Król w Wszystko dobre, co się dobrze kończy. Na scenie teatru The Old Vic w Londynie pojawił się m.in. jako bohater tytułowy Henryka IV. Grał również w takich spektaklach jak m.in. Czekając na Godota czy Zbrodnia i kara.

## Telewizja i film
W telewizji zadebiutował w 1969 roku w serialu Take Three Girls, ale aż do drugiej połowy lat 80. pojawiał się w rozmaitych produkcjach głównie gościnnie. Pierwszymi większymi rolami był te w serialach All at Number 20 (1986) i Brush Strokes (1986-1990). W 1994 został obsadzony jako David, główny antagonista tytułowej bohaterki, w serialu Pastor na obcasach, należącym w Wielkiej Brytanii do najpopularniejszych sitcomów lat 90. Po raz ostatni zagrał tę postać w pożegnalnych odcinkach wyemitowanych na przełomie lat 2006 i 2007. Później wystąpił jeszcze gościnnie w serialu Hotel Babylon.
Zagrał także w kilkunastu filmach, m.in. dramatach wojennych Zeppelin (1971) i Ucieczka do zwycięstwa (1981) czy komediodramacie The Chain (1984).